# Duesaigües
Duesaigües är en kommun i Spanien.   Den ligger i provinsen Província de Tarragona och regionen Katalonien, i den östra delen av landet, 400 km öster om huvudstaden Madrid. Antalet invånare är 241. Arean är 13,6 kvadratkilometer. Duesaigües gränsar till Alforja, Riudecols, Riudecanyes, L'Argentera och Pradell de la Teixeta. 
Terrängen i Duesaigües är lite kuperad.